# Kinakridon
Kinakridon je organski spoj koji se koristi kao pigment. Brojni derivati čine obitelj pigmenata kinakridon, koja ima široku primjenu u industrijskim bojama kao što su trajne boje na otvorenom prostoru, tinta za tintni pisač, mastila za tetovaže, akvarelne boje umjetnika i toner laserskog pisača u boji. Kao pigmenti, kinkridoni su netopljivi. Razvoj ove obitelji pigmenata zamijenio je alizarin kao boju.

## Kinakridonski pigmenti
Među organskim pigmentima zauzimaju kinakridonski pigmenti posebno važno mjesto. Po svojim izvanrednim svojstvima, u prvom redu po velikoj postojanosti na svjetlu, prema atmosferilijama i otapalima, te po niskoj cijeni, ravni su ftalocijaninskim plavim i zelenim pigmentima. Kako su dostupni upravo u preostalim bojama (narančastoj, crvenoj i ljubičastoj), to s ftalocijaninskim pigmentima čine jedinstvenu skupinu visokovrijednih, tržišno pristupačnih pigmenata velike općenite postojanosti. Vjeruje se da je ta vrlo izražena postojanost i netopljivost kinakridonskih pigmenata posljedica stvaranja intramolekularnih vodikovih veza između grupa NH i CO u njihovoj kristalnoj rešetki. 
Osnovna je strukturna jedinica kinakridonskih pigmenata linearni kinakridon. Taj spoj djeluje kao pigment bilo u nesupstituiranom obliku, bilo da u vanjskim prstenima sadrži klorne atome ili metilne grupe kao supstituente. Nesupstituirani kinakridonski pigment (C.I. PV 19, 46 500) pojavljuje se u više kristalnih modifikacija i s različitim veličinama čestica, pa zbog toga i u različitim bojama. Tako je β modifikacija kinakridona poznata kao ljubičasti pigment čistog i snažnog (intenzivnog) tona, dok boja kinakridona u γ modifikaciji ovisi o veličini čestica; pigment većih čestica žućkasto crvenog je tona, a pigment s manjim česticama ispoljuje plavkasto crveni ton. 
Zbog svoje izvanredne postojanosti kinakridonski se pigmenti upotrebljavaju u mnogim industrijskim lakovima od kojih se traži velika otpornost, u prvom redu u lakovima za automobile. Tako se na primjer kinakridonski ljubičasti pigment primjenjuje u kombinaciji s molibdatnim narančastim pigmentom za pripravu postojanog i otpornog laka snažne (intenzivne) crvene boje. Osim toga, kinakridonski pigmenti služe i za pigmentiranje polimernih materijala postojanih prema toplini i atmosferskim utjecajima, zatim u pripravi specijalnih tiskarskih boja i tako dalje.

## Slike
|                                                               | | |
| β modifikacija kinakridona poznata je kao ljubičasti pigment. | γ modifikacija kinakridona: pigment većih čestica žućkasto crvenog je tona, a pigment s manjim česticama daje plavkasto crveni ton. | Snimljen pretražnim mikroskopom s tuneliranjem, samopostavljeni kinakridonski lanci na grafitnoj pozadini. |